# 吴丰昌
吴丰昌（1964年8月23日—），浙江衢州人，中国环境基准标准与污染防治专家，中国工程院院士。

## 生平
1995年毕业于中国科学院地球化学研究所，获博士学位。2017年当选为中国工程院院士。